# Neomaenas poliozona
Neomaenas poliozona är en fjärilsart som beskrevs av Felder 1867. Neomaenas poliozona ingår i släktet Neomaenas och familjen praktfjärilar. Inga underarter finns listade i Catalogue of Life.